# Crécy-la-Chapelle
Crécy-la-Chapelle is een gemeente in het Franse departement Seine-et-Marne (regio Île-de-France) en telt 4083 inwoners. De plaats maakt deel uit van het arrondissement Meaux. De gemeente Crécy-la-Chapelle is ontstaan op 1 oktober 1972 na een fusie van de plaatsen Crécy-en-Brie en La Chapelle-sur-Crécy.

## Geografie
De oppervlakte van Crécy-la-Chapelle bedraagt 15,8 km², de bevolkingsdichtheid is 243,7 inwoners per km².

## Geschiedenis

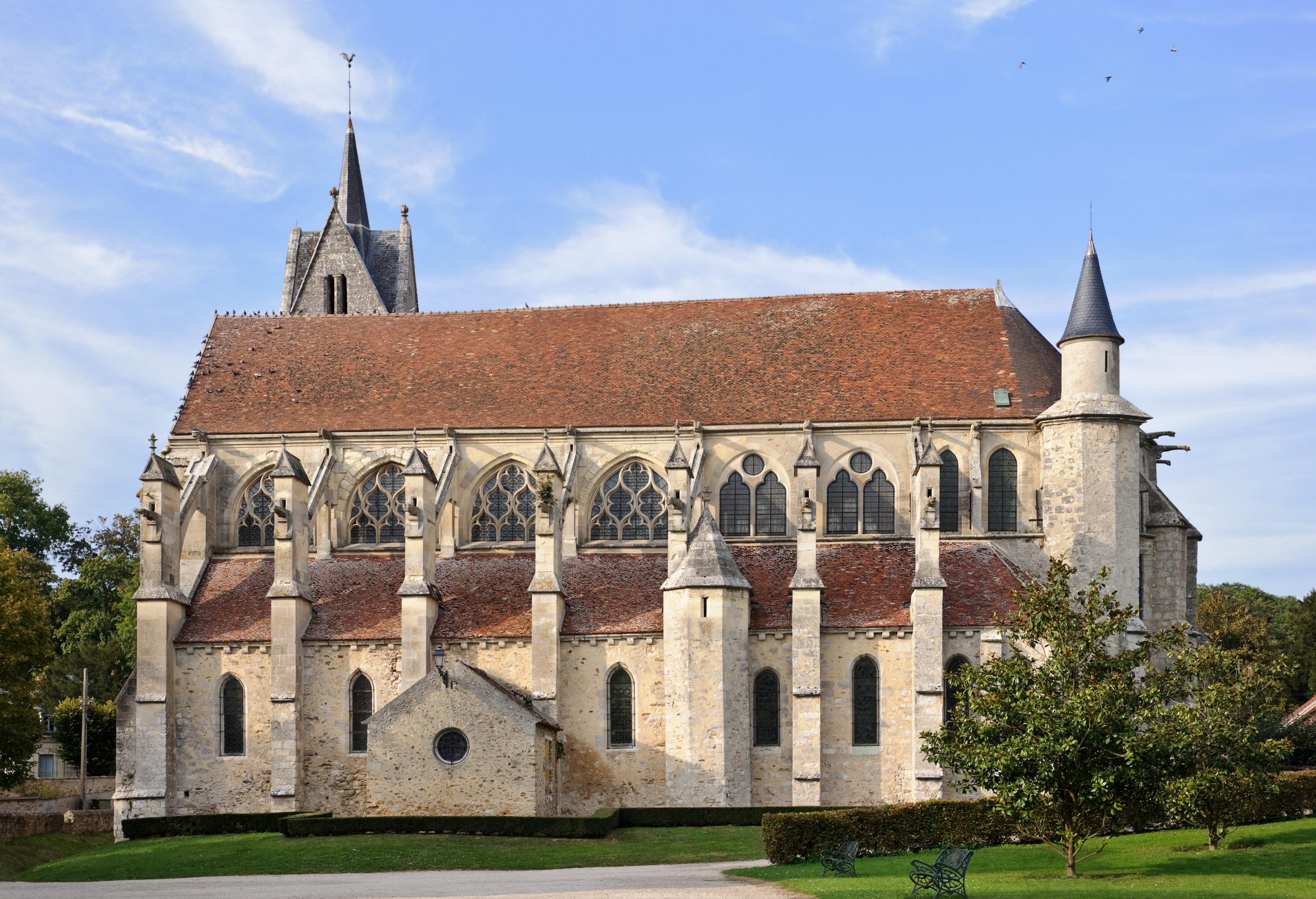
Collegiale kerk Notre-Dame van Crécy-la-Chapelle

De streek rondom Crécy werd al bewoond in de tijd van het Neolithicum. De naam Crécy ontstond pas in de 8e eeuw, als verbastering van de Romeinse plaatsnamen Criscecus, Crideciacavico en Creciacum . In de 9e en 10e eeuw werd in Crécy een fort gebouwd. Isabella, gravin van Crécy, kreeg Crécy als bruidsschat mee voor "Rode Guy', graaf van Rochefort. Filips I van Frankrijk (1051-1108) gaf Crécy formidabele verdedigingswerken. Zoals in veel versterkte steden was er een kasteel met wachttorens (waarvan sommige nog bestaan) en stadspoorten. De ligging op de grens van de Champagne op de weg naar Troyes en een bevaarbare waterweg was gunstig voor de handel, waardoor er zich een handelsmarkt ontwikkelde voor lokaal geproduceerde producten. Er werd wol en wijn geproduceerd en er werd gehandeld in vee en hout. Er bestaan nog restanten van werkplaatsen uit de 12e en 13e eeuw. Crécy doorstond de de Franse revolutie zonder veel bloedvergieten, maar na een ernstige economische crisis bleven er maar twee takken van nijverheid over, die van de leerlooierij en die van de houthandel. De veeteelt rond Crécy levert melk voor onder andere de productie van Brie de Meaux.

### Demografische ontwikkeling
Onderstaande figuur toont het verloop van het inwonertal (bron: INSEE-tellingen).

## Verkeer en vervoer
In de gemeente liggen de spoorwegstations Crécy-la-Chapelle en Villiers - Montbarbin, beiden aan de spoorlijn Esbly - Crécy-la-Chapelle.
De onderstaande kaart toont de ligging van Crécy-la-Chapelle met de belangrijkste infrastructuur en aangrenzende gemeenten.

## In de literatuur
In de roman Elementaire deeltjes (1998) van Michel Houellebecq brengt een van de hoofdpersonen, Michel Djerzinski, een deel van zijn jeugd door bij zijn grootmoeder in Crécy-en-Brie. Als hij er eind jaren 1990 terugkeert merkt hij dat het dorp erg is veranderd, veel flats, een grote Casino-supermarkt, twee zwembaden, een activiteitenhal: "Dat was er allemaal gekomen na de opening van Eurodisney, legde de gemeenteambtenaar uit, en vooral nadat de RER was doorgetrokken tot Marne-la-Vallée. Veel Parijzenaars hadden zich hier gevestigd; de grondprijzen waren bijna verdriedubbeld, de laatste boeren hadden hun boerderijen verkocht."